# Rdutów (gmina)
Rdutów (od 1953 Czerwonka) – dawna gmina wiejska istniejąca do 1953 roku w woj. warszawskim, a następnie w woj. łódzkim. Nazwa gminy pochodzi od wsi Rdutów, lecz siedzibą władz gminy była Czerwonka.
W okresie międzywojennym gmina Rdutów należała do powiatu kutnowskiego w woj. warszawskim. 1 kwietnia 1939 roku gminę wraz z całym powiatem kutnowskim przeniesiono do woj. łódzkiego.
Po wojnie gmina zachowała przynależność administracyjną. Według stanu z 1 lipca 1952 roku gmina Rdutów składała się z 17 gromad. 21 września 1953 roku jednostka o nazwie gmina Rdutów została zniesiona przez przemianowanie na gminę Czerwonka (obecnym odpowiednikiem terytorialnym jest gmina Chodów, położona w powiecie kolskim w woj. wielkopolskim).